# Puxinanã
Puxinanã is een gemeente in de Braziliaanse deelstaat Paraíba. De gemeente telt 13.354 inwoners (schatting 2009).